# Mick Wallace
Michael Wallace, född 9 november 1955 i Wexford i Irland, är en irländsk vänsterpolitiker och före detta byggföretagsägare. Han är medlem i det socialistiska partiet Obundna för förändring, som han representerar i Europaparlamentet sedan valet 2019. Inför Europaparlamentsvalet 2024 har han meddelat att han ställer upp för omval.
Wallace är antietablissemangist och menar att Europeiska unionen är utformad för att gynna storföretagen. Han är känd för sin frispråkighet och har uppmärksammats för sina proryska, pro-kinesiska, och pro-palestinska uttalanden. I Europa är han en kontroversiell figur, men i flera auktoritära staters medier får hans anföranden stort utrymme. Han har beskrivits som "Putins desinformationsagent".
Wallace utmärker sig genom sin excentriska stil, och uppträder ofta i vardagliga kläder under sina anföranden.

## Biografi
Wallace är född i Wexford i sydöstra Irland. Som 17-åring tillbringade han fem månader i Sydamerika, och ska då ha sett "konsekvenserna av USA:s imperialism i första hand" vilket föranledde ett "livslångt intresse" för hur samhället är uppbyggt. Han är fotbollsintresserad och har varit fotbollstränare i 37 år, och var med och grundade den lokala föreningen Wexford Youths, som han vann flera juniortitlar med.
Innan han började med politiken ägde han ett byggföretag, som han menar gick i konkurs till följd av finanskrisen 2008. Pengarna som lånades till hans företag var personligen garanterade av honom, och efter en lång juridisk process försattes han i personlig konkurs då han hade skulder på över 30 miljoner euro.

## Politisk karriär
Wallace inledde sin politiska karriär i samband med det irländska parlamentsvalet 2011 då han ställde upp som oberoende kandidat i Wexfords valdistrikt, och erhöll då en plats i det irländska parlamentet Dáil Éireann. År 2014 grundade han partiet Obundna för jämställdhetsrörelsen (engelska: Independents for Equality Movement), som samma år ställde upp i Wexfords lokalval. Året därpå bytte partiet namn till Obundna för förändring (engelska: Independents for change), och i 2016 års nationella parlamentsval fick man 4 platser av 160. År 2019 ställde Wallace upp i Europarlamentsvalet och erhöll 11,4% av förstahandsrösterna i Irlands södra valkrets, varpå han fick en plats i parlamentet. Inför 2024 års val har han meddelat att han tänker ställa upp för omval.

## Åsikter
Politisk åskådning
Wallace är medlem i det socialistiska partiet Obundna för förändring, och är en del av vänstergruppen i EU. Han säger sig vara för EU, men att unionen idag är en "neoliberal klubb" som är konstruerad för att tillgodose storföretags intressen. Han har länge varit kritisk mot bankväsendet, och under sin tid som irländsk parlamentariker startade han en visselblåsarhemsida där anställda på den irländska bankorganisationen NAMA kunde anmäla korruption och missförhållanden.
Utrikespolitik
Wallace är en av EU-parlamentets mest Rysslandvänliga ledamöter, och betraktar unionen som Rysslandfientlig. Han röstar konsekvent emot Rysslandkritiska resolutioner, och har samtidigt fördömt Ukrainas regering under det rysk-ukrainska kriget. Han var en av endast 13 europaparlamentariker som röstade emot resolutionen som fördömde Rysslands invasion av Ukraina. Han har även öppet visat sitt stöd till en dömd rysk agent, och har anklagat den belarusiska oppositionspolitikern Svjatlana Tsichanoŭskaja för att vara en "västerländsk marionett". Wallace uttalanden uppmärksammas ofta i rysk media, och han har i väst anklagats för att vara "Putins desinformationsagent" och för att sprida prorysk Putin-propaganda.

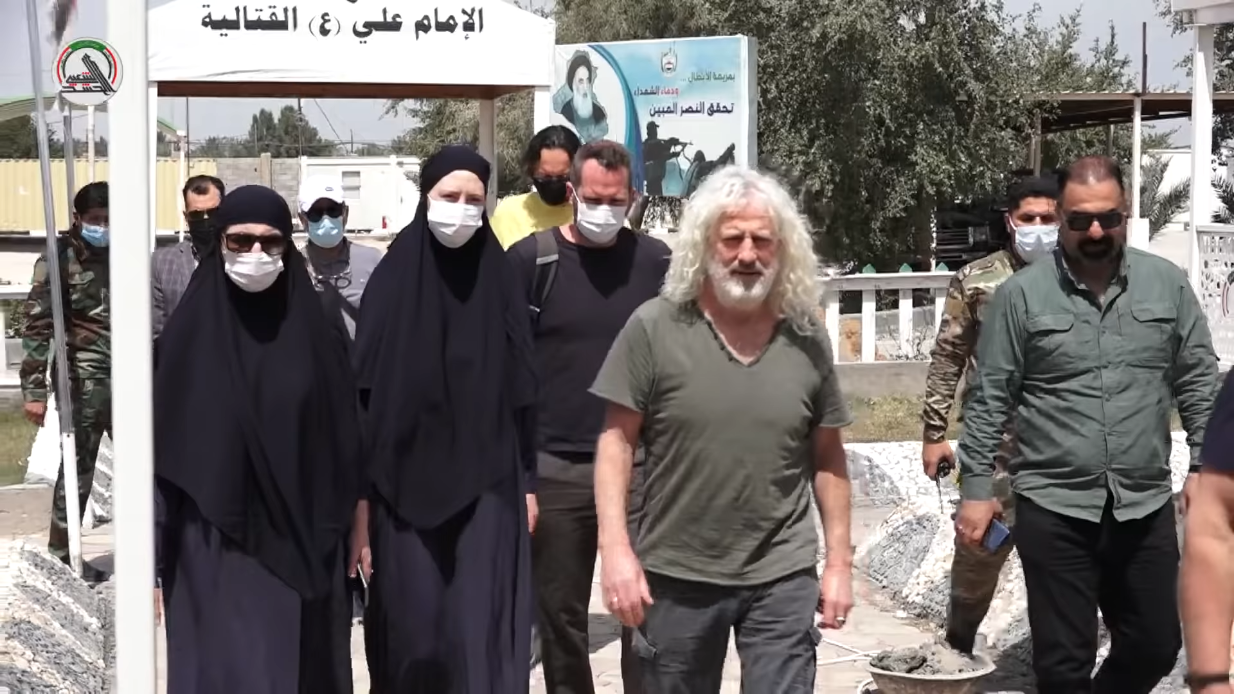
Wallace och partikollegan Clare Daly (till vänster med solglasögon) besöker en Iran-backad milis i Irak, april 2021.

Konflikter i Mellanöstern har också föranlett uppmärksammade uttalanden från Wallace sida. Han har ifrågasatt huruvida Bashar al-Assads regim använt kemiska vapen under syriska inbördeskriget, och påstod att informationen härstammat ur att USA och Storbritannien mutat företrädare för vita hjälmarna för att få till ett regimskifte i Syrien. Wallace är även en kritiker av USA:s militära närvaro i Irak, och skapade rubriker då han och partikollegan Clare Daly åkte till Irak för att besöka en Iran-backad milis. Han har också vid flera tillfällen uttalat sig om Israel-Palestina-konflikten, och under kriget mellan Hamas och Israel medverkade han och Daly i en podcast där Israel sades vara ett europeiskt påfund, och att landet utförde ett folkmord i Gaza. Senare under kriget sa han även att Israel inte är en demokratisk stat, och att landet är ett europeiskt kolonialt projekt.
I Europaparlamentet har Wallace även uttalat sig positivt om Kina, och har i kinesiska medier beskrivits som en parlamentariker som ifrågasätter unionens "anti-kinesiska retorik". Han hyllar landets kommunistiska parti, och menar att man fört 750 miljoner människor ur fattigdom och att detta saknar motstycke i mänsklighetens historia. Han avvisar även att Kina skulle utgöra något hot. Utöver detta har han sagt att rapporterna om det kinesiska folkmordet på uigurer är "kraftigt överdrivna", och att Taiwan är en del av Folkrepubliken Kina.
Wallace hamnade också i blåsväder då han efter ett terrordåd i Paris 2015 anklagades för att försvara islamistisk terrorism, då han efter dådet kommenterade att det var "fruktansvärt för offren, men när ska Frankrike stoppa sin roll med militariseringen av planeten?".